# 湯の花温泉 (京都府)
湯の花温泉（ゆのはなおんせん）は、京都府亀岡市（旧国丹波国）にある温泉。

## 泉質
- 単純弱放射能泉（天然ラジウム温泉）
  - 源泉温度29.2℃の温泉である。

## 温泉街

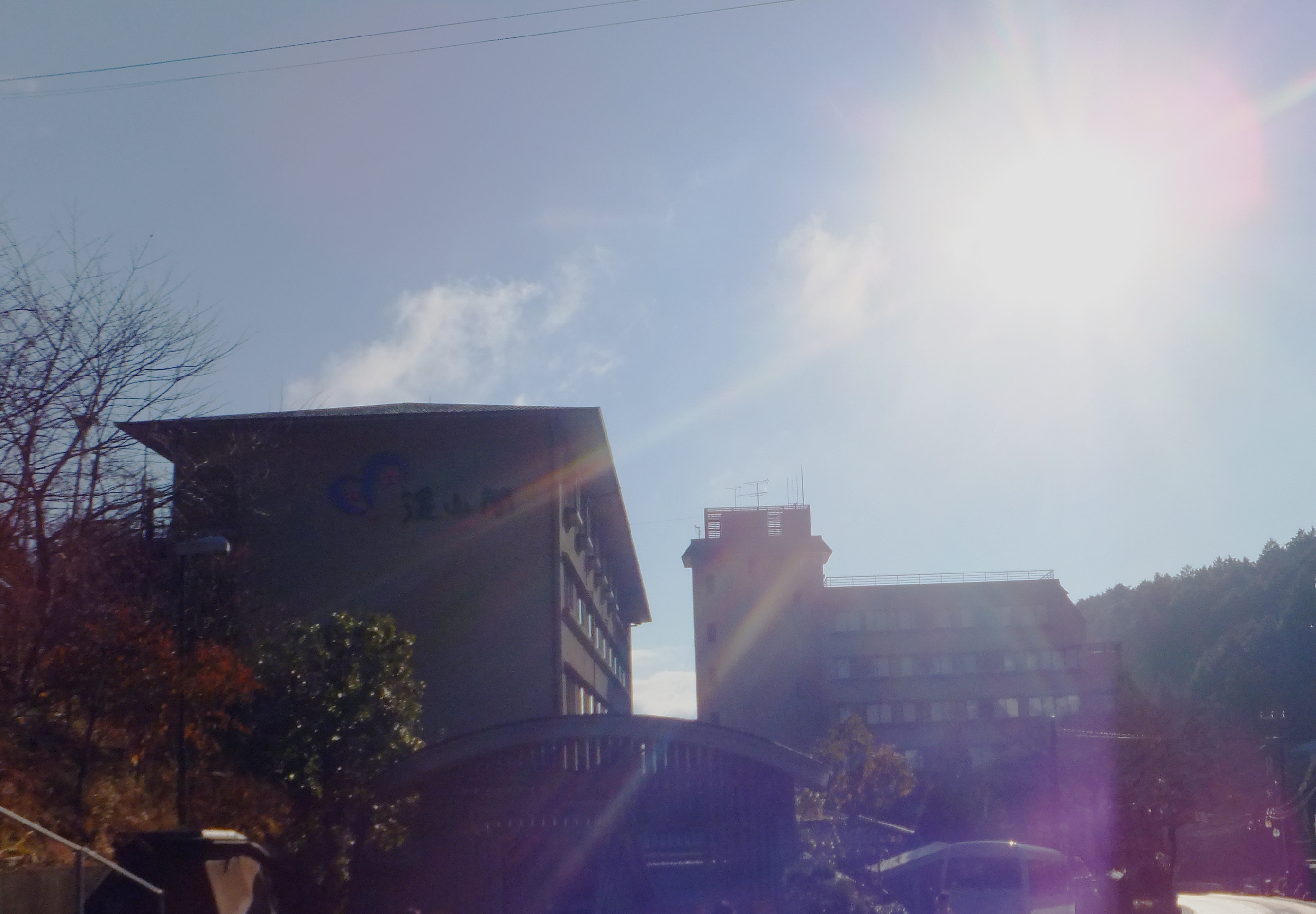
温泉街にある旅館

国道372号線のバイパス部分に宿泊施設が立ち並んでいる。温泉の入り口には鬼の像が立ち並び温泉客を迎えてくれる。宿泊施設以外には、100円で200リットル購入できる温泉スタンドがある。宿泊施設は6軒ある。

## 歴史
この地で見つけることができる菫青石という鉱物が熱水変質を起こし雲母化した天然記念物の鉱物桜石の霊力によって封じられた鬼の涙が湧いたものが湯の花温泉であり、桜石が転じて節分の豆撒きの風習となったという伝承がある。
現代の湯の花温泉は、戦国武将が湯治に訪れたという古文書に基づいて調査が行われ、源泉が再発見されたものである。ジョン・レノン、オノ・ヨーコ夫妻が訪ねたことや、現役時代に阪神タイガースの掛布雅之が自主トレーニングしたことがある。

## アクセス
- 車 : 京都縦貫自動車道亀岡ICより国道372号線を西へ車で10分ほど。
- 鉄道 : JR山陰本線亀岡駅より車で15分ほど。また、JR亀岡駅から京阪京都交通のバスで約20分。

亀岡市街地より約7km西方の同市薭田野町から本梅町へかけての山間部に温泉地が位置する。